# 国际足联电子竞技世界杯
国际足联电子竞技世界杯（英語：FIFA eWorld Cup，简称FeWC），即前国际足联互动世界杯（英語：FIFA Interactive World Cup，简称FIWC），是由国际足联及赞助商EA Sports共同举办的电子竞技赛事。玩家要在每届比赛上进行《FIFA系列》最新版本的对决。开放型排位赛模式允许数百万玩家在最初的线上阶段中竞争，因此国际足联互动世界杯被吉尼斯世界纪录评为最大的在线电子游戏比赛。
上届冠军为德国人穆罕默德·哈库斯（Mohamed Harkous）（ID：MoAuba），他也是自2015年以来首位获得冠军的PS4玩家，此前冠军均使用Xbox One。

## 历史

2006年至2013年之间国际足联互动世界杯的官方标志

首届国际足联互动世界杯于2004年在瑞士举行，多年来该赛事取得了长足发展。2010年，FIWC首次出现在吉尼斯世界纪录中，但直到2013年，比赛的参与人数才超过250万并刷新了当前记录。
2015年10月1日，FIWC 16揭开序幕，标志着该赛事的第12个年头。Xbox One和PlayStation 4玩家在历史上首次同台竞争。与以前的FIWC仅在PlayStation 3上可用的年份相比，与新游戏机的集成使参与者的数量显着增加，230万玩家努力晋级在纽约市举行的总决赛。2016年3月22日，来自丹麦的穆罕默德·巴赫（Mohamad Al-Bacha）（ID：Bacha）在决赛中击败了来自英格兰的肖恩·艾伦（Sean Allen）（ID：Dragonn），在阿波罗剧院赢得了FIWC 2016总冠军。
2018年，国际足联互动世界杯（FIWC）更名为国际足联电子竞技世界杯（FeWC）。2018年总决赛于2018年8月2日至2018年8月4日在英国伦敦的O2体育馆举行。32位决赛选手（PlayStation 4 16位，Xbox One 16位）于2018年8月2日在小组赛和八分之一决赛首回合比赛中对决，八分之一决赛次回合比赛及1/4决赛于2018年8月3日举行。半决赛和决赛于2018年8月4日举行。最终，来自沙特阿拉伯的莫萨德·奥尔多萨里（Mosaad Aldossary）（ID：Msdossary）两回合总比分4:0战胜比利时选手斯蒂法诺·品纳（Stefano Pinna）（ID：StefanoPinna）获得总冠军。

## 成绩
| 年份 | 日期                     | 主办地                   | 获胜者（选手ID）[操作平台]               | 决赛者（选手ID）[操作平台]               | 比分                                                 |
| ---- | ------------------------ | ------------------------ | ---------------------------------------- | ---------------------------------------- | ---------------------------------------------------- |
| 2004 | 12月19日                 | 苏黎世                   | 蒂亚戈·卡里科·德·阿塞维多                | 马蒂亚·比尔杰斯科维奇                    | 2 : 1                                                |
| 2005 | 12月19日                 | 伦敦                     | 克里斯·布拉德                            | 加博尔·莫科斯                            | 5 : 2                                                |
| 2006 | 12月9日                  | 阿姆斯特丹               | 安德里斯·史密斯                          | 沃尔夫冈·迈耶                            | 6 : 4                                                |
| 2008 | 5月24日                  | 柏林                     | 阿方索·拉莫斯                            | 迈克尔·里贝罗                            | 3 : 1                                                |
| 2009 | 5月2日                   | 巴塞罗那                 | 布鲁斯·格兰内克                          | 鲁本·莫拉莱斯·泽雷塞罗                   | 3 : 1                                                |
| 2010 | 5月1日                   | 巴塞罗那                 | 内纳德·斯托伊科维奇                      | 艾汉·奥通达格                            | 2 : 1                                                |
| 2011 | 5月7日-9日               | 洛杉矶                   | 弗朗西斯科·克鲁兹                        | 哈维尔·穆诺兹（Janoz）                   | 4 : 1                                                |
| 2012 | 5月21日-23日             | 迪拜                     | 阿方索·拉莫斯                            | 布鲁斯·格兰内克                          | 0 : 0（点球大战4 : 3）                               |
| 2013 | 5月6日-8日               | 马德里                   | 布鲁斯·格兰内克                          | 安德烈·托雷斯·维韦罗                     | 1 : 0                                                |
| 2014 | 7月2日-3日               | 里约热内卢               | 奥古斯特·罗森迈尔（Agge）                | 戴维·比斯威（Davebtw）                   | 3 : 1                                                |
| 2015 | 5月17日-19日             | 慕尼黑                   | 阿卜杜勒阿齐兹·阿尔谢里（Mr D0ne）[PS4]  | 朱利安·达森维尔 [Xbox One]               | 3 : 0                                                |
| 2016 | 3月20日-22日             | 纽约                     | 穆罕默德·巴赫（Bacha）[Xbox One]         | 肖恩·艾伦（Dragonn）[PS4]                | 2 : 2，3 : 3（总比分5 : 5，Bacha因客场进球数多获胜） |
| 2017 | 8月16日-18日             | 伦敦                     | 斯宾塞·埃林（Gorilla）[Xbox One]         | 凯·沃林（Deto）[PS4]                     | 3 : 3，4 : 0（总比分7 : 3）                          |
| 2018 | 8月2日-3日               | 伦敦                     | 莫萨德·奥尔多萨里（Msdossary）[Xbox One] | 斯蒂法诺·品纳（StefanoPinna）[PS4]       | 2 : 0，2 : 0（总比分4 : 0）                          |
| 2019 | 8月2日-4日               | 伦敦                     | 穆罕默德·哈库斯（MoAuba）[PS4]           | 莫萨德·奥尔多萨里（Msdossary）[Xbox One] | 1 : 1，2 : 1（总比分3 : 2）                          |
| 2020 | 因2019冠状病毒病疫情取消 | 因2019冠状病毒病疫情取消 | 因2019冠状病毒病疫情取消                 | 因2019冠状病毒病疫情取消                 | 因2019冠状病毒病疫情取消                             |
| 2021 | 因2019冠状病毒病疫情取消 | 因2019冠状病毒病疫情取消 | 因2019冠状病毒病疫情取消                 | 因2019冠状病毒病疫情取消                 | 因2019冠状病毒病疫情取消                             |
| 2022 | 7月14日-17日             | 哥本哈根                 | 乌穆特·居尔泰金（Umut）                  | 尼古拉斯·比利亚尔瓦（nicolas99fc）       | 0–0, 0–0 (总比分0–0，Umut在点球大战中以5–4取胜）     |

## 比赛形式

### 线上资格赛
国际足联电子竞技世界杯线上资格赛在PlayStation和Xbox网络上进行，可以在Xbox One和PS4上的最新版本EA Sports FIFA进行访问。玩家通过游戏晋级季后赛，并且前16名玩家可以进入电竞世界杯决赛阶段。玩家还可以通过在整个赛季中参加FIFA全球系列赛来获得世界杯资格，即最后一场赛事的前16名自动获得世界杯资格。

### 总决赛
FeWC总决赛由32名选手组成，参与者分为四组（每个平台两组），前16名玩家进入淘汰赛阶段。小组赛、八分之一决赛、1/4决赛以及半决赛在单平台（Xbox One或PS4）上进行，而总决赛则是两回合对局，每个平台上进行一场比赛。总决赛持续多天，其中抽签和比赛时间为三天，比赛结束时冠军将在现场表演中进行颁奖。

### 世界排名
2016年，官方引入了国际足联互动世界杯世界排名，以帮助选手根据以往成绩在比赛中确定种子选手，排名考虑了当前版本和先前FIWC总决赛阶段的成绩。

## 奖金

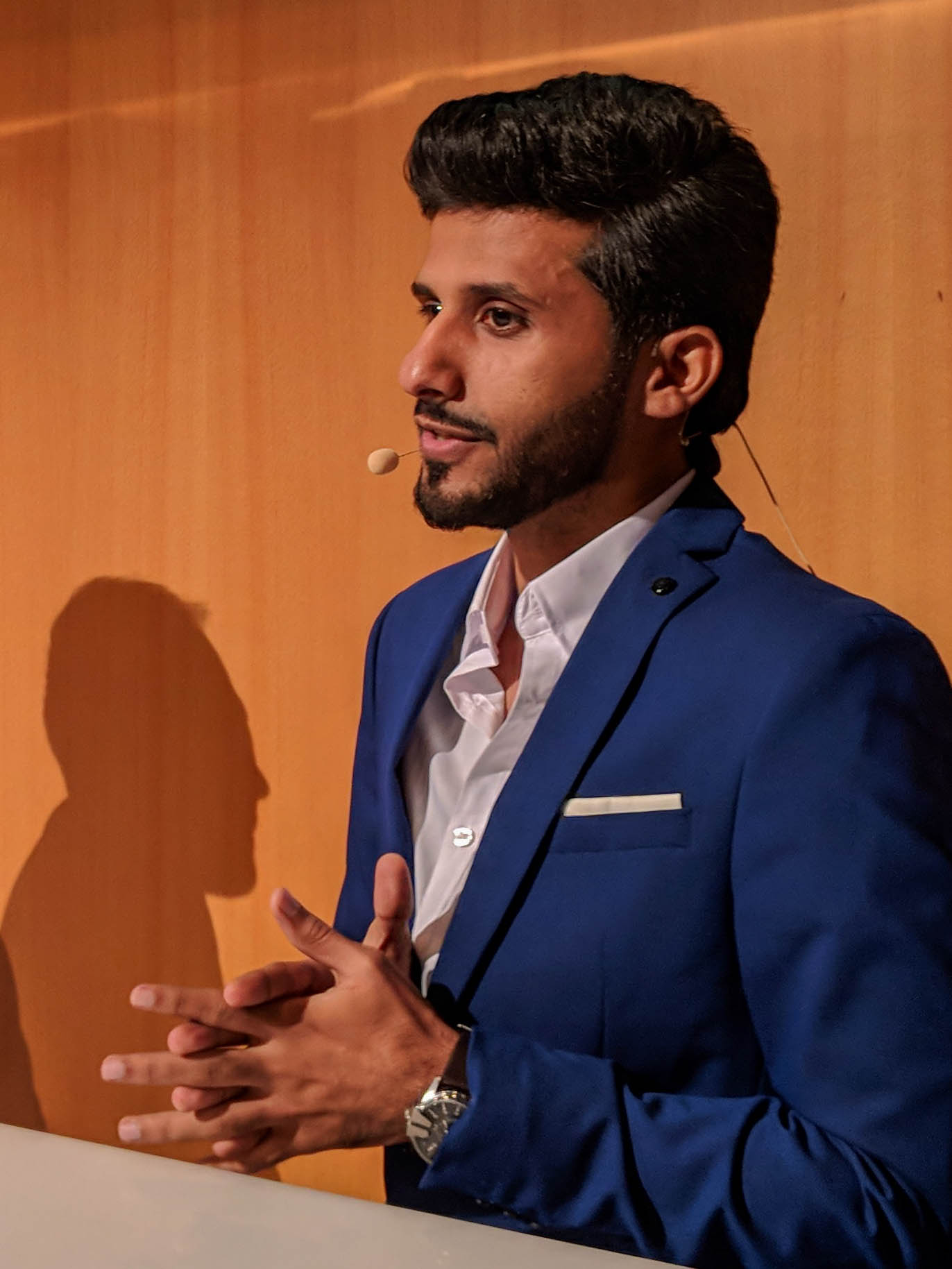
FIWC 15冠军阿卜杜勒阿齐兹·阿尔谢里（Abdulaziz Alshehri）

2018年FeWC亚军奖金为50,000美元，而冠军可以获得250,000美元奖金以及国际足联年度颁奖典礼的门票，并且在颁奖典礼上可以与足球世界中最伟大的人见面。来自沙特阿拉伯的2015年FIWC冠军阿卜杜勒阿齐兹·阿尔谢里（Abdulaziz Alshehri）与其他人会面了克里斯蒂亚诺·罗纳尔多以及利昂内尔·梅西；2016年冠军穆罕默德·巴赫（Mohamad Al-Bacha）与马塞洛·维埃拉和曼努埃尔·诺伊尔进行了交谈。
2019年FeWC亚军奖金为100,000美元，较上一年增加了50,000美元，而冠军奖金依旧为250,000美元并将受邀参加国际足联年度颁奖典礼。

## 转播
国际足联电子竞技世界杯总决赛直播可以在YouTube和Twitch上观看。FIWC 16的最终对决也是第一次在电视上播放，比赛在全球100多个国家/地区播出。Fox Sports 1在美国进行了决赛现场直播，由主持人凯·默里（Kay Murray）主持。美国前足球运动员亚历克赛·拉拉斯（Alexi Lalas）和斯宾塞·卡迈克尔·布朗（Spencer Carmichael-Brown，Spencer FC）作为分析员，利·史密斯（Leigh Smith）和约翰·斯特朗（John Strong）作为评论员。前西班牙国脚大卫·比利亚在赛前交还了奖杯。